# Julius Eisenecker
Julius Eisenecker (Frankfurt am Main, 1903. március 21. – Frankfurt am Main, 1981. október 12.) olimpiai és világbajnoki bronzérmes német tőr- és kardvívó.